# ŻSSzMM-Barys
ŻSSzMM-Barys (kaz. «ЖСШММ-Барыс» ӘФК) – kazachski klub piłki nożnej kobiet, mający siedzibę w mieście Ałmaty, w południowo-wschodniej części kraju, występujący od 2009 roku w rozgrywkach Əyelder Ligasy. 

## Historia
Chronologia nazw:
- 2007: BŻMORSM-2 Ałmaty (kaz. «№2 БЖМОРСМ» ӘФК (Алматы) [№2 Балалар мен жасөспірімдердің мамандандырылған олимпиадалық резерв спорт мектебі])
- 2009: BŻMORSM-2 Ałmaty (kaz. «№2 БЖМОРСМ» ӘФК (Алматы)) – po rozwiązaniu Ałma-KTŻ
- 2010: ŻSSzMM Ałmaty (kaz. «ЖСШММ» ӘФК (Алматы) [Жоғары спорттық шеберліктерге мамандандыратын мектеп])
- 2011: ŻSSzMM-Kajrat Ałmaty (kaz. «ЖСШММ-Қайрат» ӘФК (Алматы))
- 2014: ŻSSzMM Ałmaty (kaz. «ЖСШММ» ӘФК (Алматы)
- 2015: ŻSSzMM-Barys Ałmaty (kaz. «ЖСШММ-Барыс» ӘФК (Алматы))

Kobieca drużyna piłkarska BŻMORSM-2 została założona w Ałmaty jesienią 2007 roku, złożoną z dziewcząt w wieku 16–17 lat uczących się w Specjalistycznej Szkole Sportowej dla Dzieci i Młodzieży Rezerwy Olimpijskiej (ros. СДЮСШОР-2, pol. SDJuSSzOR-2). 
W 2008 roku zespół startował w rozgrywkach Pucharu Kazachstanu. Na początku 2009 roku, po tym jak klub Ałma-KTŻ został rozwiązany, część jego zawodników dołączyła do BŻMORSM-2, a druga część jego zawodników przeniosła się do Ałma-KTŻ-BIIK. W debiutowym sezonie 2009 zespół zdobył historyczne zwycięstwo w Əyelder Ligasy. W kwietniu 2010 roku kierownik Wydziału Turystyki, Kultury Fizycznej i Sportu miasta Ałmaty przeniósł drużynę do Specjalistycznej Szkoły Wyższej Doskonałości Sportowej (ros. СШВСМ, pol. SSzWSM), w związku z czym klub zmienił nazwę na ŻSSzMM. Sezon 2010 zakończył ponownie na pierwszym miejscu. W następnym sezonie 2011 klub z nazwą ŻSSzMM-Kajrat spadł na drugą pozycję. W sezonie 2011/12 startował w Pucharze UEFA Kobiet. W 2012 po raz trzeci został mistrzem kraju. W 2014 roku klub zmienił nazwę na ŻSSzMMa w 2015 po znalezieniu sponsora przyjął nazwę ŻSSzMM-Barys. W 2017 roku klub zajął trzecie miejsce, ale zrezygnował z dalszych występów w następnych sezonach.

## Barwy klubowe, strój, herb, hymn
|  |  |

Klub ma barwy biało-błękitne. Piłkarki domowe spotkania zazwyczaj grają w białych koszulkach, białych spodenkach oraz błękitnych getrach.

## Sukcesy

### Trofea międzynarodowe
| \| \| Zdobyte trofea w rozgrywkach międzynarodowych (stan na: 31-05-2023) \| |                                                                     |      |                  |
| Rozgrywki                                                                    | Osiągnięcie                                                         | Razy | Sezon(y)         |
| · Liga Mistrzyń UEFA                                                         | zdobywca                                                            | 0    |                  |
| · Liga Mistrzyń UEFA                                                         | finalista                                                           | 0    |                  |
| · Liga Mistrzyń UEFA                                                         | 1/16 finału                                                         | 2    | 2011/12, 2013/14 |
| FIFA                                                                         | Zdobyte trofea w rozgrywkach międzynarodowych (stan na: 31-05-2023) |      |                  |

### Trofea krajowe
| \| \| Zdobyte trofea w rozgrywkach Kazachstanu (stan na: 31-12-2023) \| |                                                                |      |                        |
| Rozgrywki                                                               | Osiągnięcie                                                    | Razy | Sezon(y)               |
| Mistrzostwo                                                             | I miejsce                                                      | 3    | 2009, 2010, 2012       |
| Mistrzostwo                                                             | II miejsce                                                     | 4    | 2011, 2013, 2014, 2015 |
| Mistrzostwo                                                             | III miejsce                                                    | 2    | 2016, 2017             |
| Puchar                                                                  | zdobywca                                                       | 1    | 2009                   |
| Puchar                                                                  | finalista                                                      | 3    | 2011, 2012, 2017       |
| Kazachstan                                                              | Zdobyte trofea w rozgrywkach Kazachstanu (stan na: 31-12-2023) |      |                        |

## Poszczególne sezony
| Sezon | Liga                             | M                                | Z                                | R                                | P                                | B+                               | B–                               | Pkt                              | Poz                              | Puchar                           | R.                               | W.                               | R.                               | W.                               | Piłkarz                          | Br.                              | Uwagi                            |
| Sezon | Mistrzostwa krajowe              | Mistrzostwa krajowe              | Mistrzostwa krajowe              | Mistrzostwa krajowe              | Mistrzostwa krajowe              | Mistrzostwa krajowe              | Mistrzostwa krajowe              | Mistrzostwa krajowe              | Mistrzostwa krajowe              | Puchar                           | Inne puchary krajowe             | Inne puchary krajowe             | Puchary między- narodowe         | Puchary między- narodowe         | Król strzelców                   | Król strzelców                   | Uwagi                            |
| ----- | -------------------------------- | -------------------------------- | -------------------------------- | -------------------------------- | -------------------------------- | -------------------------------- | -------------------------------- | -------------------------------- | -------------------------------- | -------------------------------- | -------------------------------- | -------------------------------- | -------------------------------- | -------------------------------- | -------------------------------- | -------------------------------- | -------------------------------- |
| 2007  | założono BŻMORSM-2               | założono BŻMORSM-2               | założono BŻMORSM-2               | założono BŻMORSM-2               | założono BŻMORSM-2               | założono BŻMORSM-2               | założono BŻMORSM-2               | założono BŻMORSM-2               | założono BŻMORSM-2               | założono BŻMORSM-2               | założono BŻMORSM-2               | założono BŻMORSM-2               | założono BŻMORSM-2               | założono BŻMORSM-2               | założono BŻMORSM-2               | założono BŻMORSM-2               | założono BŻMORSM-2               |
| 2008  | nie startował                    |                                  |                                  |                                  |                                  |                                  |                                  |                                  |                                  | 3                                |                                  |                                  |                                  |                                  |                                  |                                  |                                  |
| 2009  | Əyelder Ligasy                   | 24                               | 19                               | 2                                | 3                                | 107                              | 19                               | 59                               | 1                                | 1                                |                                  |                                  |                                  |                                  |                                  |                                  |                                  |
| 2010  | zmieniono nazwę na ŻSSzMM        | zmieniono nazwę na ŻSSzMM        | zmieniono nazwę na ŻSSzMM        | zmieniono nazwę na ŻSSzMM        | zmieniono nazwę na ŻSSzMM        | zmieniono nazwę na ŻSSzMM        | zmieniono nazwę na ŻSSzMM        | zmieniono nazwę na ŻSSzMM        | zmieniono nazwę na ŻSSzMM        | zmieniono nazwę na ŻSSzMM        | zmieniono nazwę na ŻSSzMM        | zmieniono nazwę na ŻSSzMM        | zmieniono nazwę na ŻSSzMM        | zmieniono nazwę na ŻSSzMM        | zmieniono nazwę na ŻSSzMM        | zmieniono nazwę na ŻSSzMM        | zmieniono nazwę na ŻSSzMM        |
| 2010  | Əyelder Ligasy                   | 14                               | 12                               | 1                                | 1                                | 48                               | 7                                | 37                               | 1                                | ?                                |                                  |                                  |                                  |                                  |                                  |                                  |                                  |
| 2011  | zmieniono nazwę na ŻSSzMM-Kajrat | zmieniono nazwę na ŻSSzMM-Kajrat | zmieniono nazwę na ŻSSzMM-Kajrat | zmieniono nazwę na ŻSSzMM-Kajrat | zmieniono nazwę na ŻSSzMM-Kajrat | zmieniono nazwę na ŻSSzMM-Kajrat | zmieniono nazwę na ŻSSzMM-Kajrat | zmieniono nazwę na ŻSSzMM-Kajrat | zmieniono nazwę na ŻSSzMM-Kajrat | zmieniono nazwę na ŻSSzMM-Kajrat | zmieniono nazwę na ŻSSzMM-Kajrat | zmieniono nazwę na ŻSSzMM-Kajrat | zmieniono nazwę na ŻSSzMM-Kajrat | zmieniono nazwę na ŻSSzMM-Kajrat | zmieniono nazwę na ŻSSzMM-Kajrat | zmieniono nazwę na ŻSSzMM-Kajrat | zmieniono nazwę na ŻSSzMM-Kajrat |
| 2011  | Əyelder Ligasy                   | 24                               | 21                               | 1                                | 2                                | 142                              | 13                               | 64                               | 2                                | 2                                |                                  |                                  |                                  |                                  |                                  |                                  |                                  |
| 2012  | Əyelder Ligasy                   | 24                               | 21                               | 2                                | 1                                | 99                               | 11                               | 65                               | 1                                | 2                                |                                  |                                  | WCL                              | 1/16 f.                          |                                  |                                  |                                  |
| 2013  | Əyelder Ligasy                   | 24                               | 20                               | 1                                | 3                                | 125                              | 24                               | 61                               | 2                                | ?                                |                                  |                                  |                                  |                                  |                                  |                                  |                                  |
| 2014  | zmieniono nazwę na ŻSSzMM        | zmieniono nazwę na ŻSSzMM        | zmieniono nazwę na ŻSSzMM        | zmieniono nazwę na ŻSSzMM        | zmieniono nazwę na ŻSSzMM        | zmieniono nazwę na ŻSSzMM        | zmieniono nazwę na ŻSSzMM        | zmieniono nazwę na ŻSSzMM        | zmieniono nazwę na ŻSSzMM        | zmieniono nazwę na ŻSSzMM        | zmieniono nazwę na ŻSSzMM        | zmieniono nazwę na ŻSSzMM        | zmieniono nazwę na ŻSSzMM        | zmieniono nazwę na ŻSSzMM        | zmieniono nazwę na ŻSSzMM        | zmieniono nazwę na ŻSSzMM        | zmieniono nazwę na ŻSSzMM        |
| 2014  | Əyelder Ligasy                   | 20                               | 12                               | 2                                | 6                                | 47                               | 42                               | 38                               | 2                                | ?                                |                                  |                                  | WCL                              | 1/16 f.                          |                                  |                                  |                                  |
| 2015  | zmieniono nazwę na ŻSSzMM-Barys  | zmieniono nazwę na ŻSSzMM-Barys  | zmieniono nazwę na ŻSSzMM-Barys  | zmieniono nazwę na ŻSSzMM-Barys  | zmieniono nazwę na ŻSSzMM-Barys  | zmieniono nazwę na ŻSSzMM-Barys  | zmieniono nazwę na ŻSSzMM-Barys  | zmieniono nazwę na ŻSSzMM-Barys  | zmieniono nazwę na ŻSSzMM-Barys  | zmieniono nazwę na ŻSSzMM-Barys  | zmieniono nazwę na ŻSSzMM-Barys  | zmieniono nazwę na ŻSSzMM-Barys  | zmieniono nazwę na ŻSSzMM-Barys  | zmieniono nazwę na ŻSSzMM-Barys  | zmieniono nazwę na ŻSSzMM-Barys  | zmieniono nazwę na ŻSSzMM-Barys  | zmieniono nazwę na ŻSSzMM-Barys  |
| 2015  | Əyelder Ligasy                   | 16                               | 8                                | 3                                | 5                                | 41                               | 21                               | 27                               | 2                                | 3                                |                                  |                                  |                                  |                                  |                                  |                                  |                                  |
| 2016  | Əyelder Ligasy                   | 16                               | 9                                | 0                                | 7                                | 41                               | 26                               | 27                               | 3                                | 1/2 f.                           |                                  |                                  |                                  |                                  |                                  |                                  |                                  |
| 2017  | Əyelder Ligasy                   | 16                               | 6                                | 1                                | 9                                | 28                               | 33                               | 19                               | 3                                | 2                                |                                  |                                  |                                  |                                  |                                  |                                  |                                  |
| 2018  | nie startował                    |                                  |                                  |                                  |                                  |                                  |                                  |                                  |                                  | nie start.                       |                                  |                                  |                                  |                                  |                                  |                                  |                                  |
| 2009  |                                  |                                  |                                  |                                  |                                  |                                  |                                  |                                  |                                  |                                  |                                  |                                  |                                  |                                  |                                  |                                  |                                  |

### Rozgrywki międzynarodowe

#### Europejskie puchary
Klub 2 razy uczestniczył w rozgrywkach europejskich.

### Rozgrywki krajowe
| \| Kazachstan \| Bilans występów klubu w rozgrywkach piłkarskich Kazachstanu (Stan na 31 grudnia 2023 r.) \| \| |                                                                                          |        |       |   |   |   |    |    |     |           |        |        |      |
| Poziom | Rozgrywki                                                                                | Sezony | Mecze | Z | R | P | B+ | B– | Pkt | Lata      | Awanse | Spadki | Naj. |
| I | Əyelder Ligasy                                                                           | 9      |       |   |   |   |    |    |     | 2009–2017 | 0      | 0      | 1    |
| | Puchar Kazachstanu                                                                       | 7+     |       |   |   |   |    |    |     | 2008–2017 | 0      | 0      | 1    |
| Kazachstan | Bilans występów klubu w rozgrywkach piłkarskich Kazachstanu (Stan na 31 grudnia 2023 r.) |        |       |   |   |   |    |    |     |           |        |        |      |

## Piłkarki, trenerzy, prezydenci i właściciele klubu

### Trenerzy
- 2007–2013:  Natalia Doroszewa
- 2014–2017:  Aleksandra Swietlickaja

## Struktura klubu

### Stadion
Drużyna rozgrywał swoje mecze domowe w Ałmaty na stadionie KazNAU im. Żaryłgapowa, który może pomieścić 3.000 widzów.

## Kibice i rywalizacja z innymi klubami

### Derby
- Aktöbe FK
- Żas Sunkar Astana